# Ботвинник Михайло Мойсейович
Миха́йло Мойсе́йович Ботви́нник (нар. 4 (17) серпня 1911, Санкт-Петербург — 5 травня, 1995, Москва) — радянський шахіст, шостий чемпіон світу із шахів (1948 — 1957, 1958 — 1960, 1961 — 1963). міжнародний гросмейстер і міжнародний арбітр із шахової композиції (1950). Доктор технічних наук, працював у галузі електротехніки та розробки алгоритмів радянських шахових програм.
«Патріарх» радянських шахів, видатний теоретик і автор низки шахових книг.

## Біографія
Його батьки були євреями, батько був зубним техніком, а мати стоматологом.
У тринадцять років, менше ніж через два роки після того, як він навчився грати в шахи, Ботвинник завдав поразки тодішньому чемпіону з шахів, Хосе Раулю Капабланці під час сеансу одночасної гри. У 1931 р. Ботвинник виграв першість Радянського Союзу, другим став Петро Романовський, а третім — Володимир Алаторцев.
Зіграв унічию (+2 -2 =8) матч Ботвинник — Флор 1933 року.
Наприкінці тридцятих років, після призових місць на сильних турнірах, Ботвинника вважали одним із претендентів на першість світу. Після третього місця на АВРО-турнірі радянська влада підтримала його ідею на проведення переговорів про матч з Алехіним за звання чемпіона світу. Але в 1940 р. один з найкращих тоді радянських шахістів зазнав тяжкої невдачі в черговому чемпіонаті СРСР. Перші два місця поділили Бондаревський і Лілієнталь, Смислов був третім, Керес четвертим, а Ботвинник та Болеславський посіли 5-6 місця.
Ботвинник став чемпіоном світу в 1948 р., вигравши турнір, який організувала ФІДЕ після смерті Алехіна. Половина турніру проходила в Голландії, інша половина в СРСР. В турнірі брали участь найсильніші світові шахісти того часу: голландець Макс Ейве, американець Самуель Решевський, радянські шахісти Пауль Керес та Василь Смислов і, звичайно, Михайло Ботвинник.
Цей турнір був організований за п'ятиразовою круговою системою, це означає, що кожен учасник зустрічається з іншими по п'ять разів, чергуючи гру білими фігурами та чорними. Ботвинник здобув блискучу перемогу, набравши 14 очок (10 перемог, 8 нічиїх і 2 поразки). Другим був Смислов, якого відділили від Ботвинника 3 очки.
В 70 років він майже покинув гру в турнірах і присвячував весь свій час розвитку шахових програм на комп'ютері.
Ботвинник мав скоріше еклектичний, систематичний і раціональний стиль гри ніж тільки інтуїтивний. Він ніколи не присвячував весь свій час шахам, а чергував їх з дослідженнями електротехніки. Він написав безліч шахових книжок, а його науковий підхід впливав на наступне покоління шахістів Радянської школи, серед них такі відомі світові чемпіони як Анатолій Карпов і Гаррі Каспаров.
Помер 5 травня 1995 року в Москві від раку. Похований на Новодівичому цвинтарі.
Турнірні і матчеві результати М. Ботвинника (1923—1941)
| Рік     | Змагання                                                     | +  | — | = | Місце                |
| 1923    | Чемпіонат школи, Петроград (зіграно 15 партій)               |    |   |   |                      |
| 1924    | Чемпіонат школи, Ленінград                                   | 5  | 1 | — | 1                    |
|         | Позакатегорійний турнір, Ленінград                           | 11 | 1 | 1 | I                    |
|         | Турнір ІІб і III категорії, Ленінград                        | 7  | 1 | 3 | I                    |
|         | Турнір ІІа категорії, Ленінград                              | 2  | 1 | — | Турнір не закінчений |
| 1925    | Матч з Н. Лютовым, Ленінград                                 | 3  | 1 | 1 |                      |
|         | Командні змагання профспілки електропромисловості, Ленінград | 2  | — | — | Повних даних немає   |
|         | Турнір ІІа і Іб категорії, Ленінград                         | 9  | 1 | — | I                    |
|         | Матч с Б. Ривліним, Ленінград                                | 3  | — | — |                      |
|         | Турнір у Дитячому Селі                                       | 9  | — | 1 | I                    |
|         | Турнір I категорії, Ленінград                                | 7  | 3 | 1 | III — IV             |
|         | Турнир I категорії, Ленінград                                | 7  | 1 | — | Турнір не закінчений |
| 1925/26 | Командні змагання профспілок, Ленінград                      | 1  | 1 | 1 | Повних даних немає   |
| 1926 .  | Півфінал 5-го чемпіонату Ленінграду                          | 11 | — | 1 | I                    |
|         | Матч Москва—Ленінград                                        | —  | 1 | 1 |                      |
|         | 5-й чемпіонат Ленінграду                                     | 6  | 1 | 2 | II —III              |
|         | Півфінал чемпіонату Північно-Західної області, Ленінград     | 8  | 1 | 2 | ІІ— ІІІ              |
|         | Чемпіонат Північно-Західної області, Ленінград               | 4  | 1 | 5 | ІІІ                  |
|         | Матч Стокгольм—Ленінград                                     | 1  | — | 1 |                      |
| 1927    | Матч команд металістів, Москва — Ленінград                   | 1  |   | 1 |                      |
|         | Матч Ленінград—Москва                                        | 1  | — | 1 |                      |
|         | Командні змагання профспілок. Ленінград                      | —  | — | 1 | Повних даних немає   |
|         | Турнир шести, Ленінград                                      | 6  | 1 | 3 | ІІ                   |
|         | 5-й чемпіонат СРСР, Москва                                   | 9  | 4 | 7 | V—VI                 |
| 1927/28 | Чемпіонат металістів, Ленінград                              | 7  | 1 | 3 | I                    |
| 1928    | Матч вузів, Ленінград—Ростов                                 | 1  | — | 1 |                      |

| 1928/29 | Чемпіонат рабпроса, Ленінград                                        | 8   | —  | 5  | 1                 |
| 1929    | Матч вузівських команд четирьох міст, Москва                         | 1   | —  | 2  |                   |
|         | Командні змагання вузів, Ленінград                                   | 1   | —  | —_ | Повних даних нема |
|         | Матч Кречевиці—Новгород                                              | —   | —  | 1  |                   |
|         | Чвертьфінал 6-го чемпіонату СРСР, Одеса                              | 6   | -  | 2  | І                 |
|         | Півфінал 6-го чемпіонату СРСР, Одеса                                 | 2   | 2  | 1  | III —IV           |
| 1930    | Турнір майстрів, Ленінград                                           | 6   | 1  | l  | І                 |
|         | Матч вузи—Ленинград                                                  | 2   | —  | -  |                   |
|         | Матч металісти—будівельники, Ленінград                               | i — | 1  | j  |                   |
|         | Матч команд металістів, Ленінград — Москва                           | 1   | 1  | —  |                   |
|         | Матч Ленинград—Москва                                                | 2   | —  | —  |                   |
| 1930/31 | 8-й чемпіонат Ленінграду                                             | 12  | 1  | 4  | I                 |
| 1931    | Командні змагання профспілки електропромисловості, Ленінград         | 4   | —  | —  |                   |
|         | Командні змагання профспілок, Ленінград                              | 1   | —  | —  | Повних даних нема |
|         | Півфінал 7-го чемпіонату СРСР, Москва                                | 6   | 2  | 1  | II                |
|         | 7-й чемпіонат СРСР, Москва                                           | 12  | 2  | 3  | I                 |
| 1932    | 9-й чемпіонат Ленінграду                                             | 9   | —  | 2  | I                 |
|         | Матч Ленінград—Київ                                                  | —   | —  | 1  |                   |
| 1932/33 | Турнір майстрів в Домі вчених, Ленінград                             | 6   | 2  | 2  | І                 |
| 1933    | Турнір майстрів, Ленінград                                           | 7   | —  | 6  | I—II              |
|         | 8-й чемпионат СССР, Ленинград                                        | 11  | 2  | 6  | I                 |
|         | Матч з С. Флором, Москва—Ленінград                                   | 2   | 2  | 8  |                   |
| 1934    | Командні змагання профспілки електропромисловості, Ленінград -Москва | 2   | —  | —  |                   |
|         | Турнір майстрів з участю М. Ейве, Ленінград                          | 5   | 1  | 5  | І                 |
| 1934/35 | Міжнародний турнір, Гастінгс                                         | 3   | 2  | 4  | V—VI              |
| 1935    | II Московський міжнародний турнір                                    | 9   | 2  | 8  | І – І І           |
| 1936    | III Московський міжнародний турнір                                   | 7   | 1  | 10 | ІІ                |
| 1937    | Міжнародний турнір, Ноттингем                                        | 6   | —  | 8  | І – І І           |
|         | Матч з Г. Левенфішем                                                 | 5   | 5  | 3  |                   |
| 1938    | Півфінал 11-го чемпіонату СРСР, Ленінград                            | 12  | 1  | 4  | І                 |
| 1939    | АВРО-турнір, Голландія                                               | 3   | 2  | 9  | ІІІ               |
|         | 11-й чемпіонат СРСР, Ленінград                                       | 8   | —  | 9  | І                 |
| 1940    | Матч з В. Рагозіним, Ленинград                                       | 5   | —  | 7  |                   |
|         | 12-й чемпионат СРСР, Москва                                          | 8   | 4  | 7  | І                 |
| 1941    | Матч Ленінград - Москва (по телефону)                                | __  | __ | 1  |                   |
|         | Матч-турнір на звання абсолютного чемпіона СРСР, Ленінград—Москва    | 9   | 2  | 9  | І                 |
|         |                                                                      |     |    |    |                   |